# Qanun
Il qanun, o kanun, è uno strumento cordofono a 78 corde della tradizione classica araba, poco diffuso in Europa. Consiste in una cetra trapezoidale, con numerosi cori di corde tesi su un piano armonico di pergamena. La lunghezza delle corde può essere modificata prima dell'esecuzione agendo su piccoli capotasti metallici, cambiando così accordatura in funzione della scala prescelta. Le corde vengono pizzicate tramite due grossi plettri di corno.
Il qanun ha nella didattica musicale araba, greca e turca la stessa funzione che il monocordo ha rivestito in quella medioevale occidentale, di strumento pratico per l'apprendimento degli intervalli. Venne introdotto in occidente nel medioevo, con il nome di cannone.
Nella storia è conosciuto come uno strumento ipnotico, suonabile da sole donne; alla fine dell'800 passò alla storia come strumento sacro, perché si narra che durante un'onoranza funebre una damigella lo suonò ed il defunto prese immediatamente vita.

## Nella cultura di massa
Il qanun è famoso per essere stato usato dal compositore John Barry per il motivo musicale della sigla iniziale del telefilm Attenti a quei due.
Viene utilizzato, anche nei concerti dal vivo, dalla cantante jazz turca Birsen Tezer; è ben riconoscibile, ad esempio, nel suo brano Bilsen.
Presente anche nel brano Overweight Poesy dell'album Spirtuality and Distortion dell'artista francese Igorrr